# Meilhan (Landes)
Meilhan (okzitanisch: Melhan) ist eine französische Gemeinde mit 1.206 Einwohnern (Stand: 1. Januar 2022) im Département Landes in der Region Nouvelle-Aquitaine. Sie gehört zum Arrondissement Dax und zum Kanton Pays Morcenais Tarusate. Die Einwohner werden Meilhanais genannt.

## Geographie
Die Gemeinde Meilhan liegt am Südrand der Landes de Gascogne, des größten Waldgebietes Westeuropas, 18 Kilometer westlich von Mont-de-Marsan etwa 33 Kilometer nordöstlich von Dax. Die Midouze begrenzt die Gemeinde im Norden. Umgeben wird Meilhan von den Nachbargemeinden Saint-Yaguen im Nordwesten und Norden, Saint-Martin-d’Oney im Nordosten, Campagne im Osten, Le Leuy im Südosten, Souprosse im Süden, Tartas im Südwesten sowie Carcarès-Sainte-Croix im Westen. Durch das Gemeindegebiet von Meilhan führt die autobahnartig ausgebaute Fernstraße D 824 von Dax nach Mont-de-Marsan.

## Bevölkerungsentwicklung
| Jahr                       | 1962 | 1968 | 1975 | 1982 | 1990 | 1999 | 2006 | 2012 | 2021 |
| -------------------------- | ---- | ---- | ---- | ---- | ---- | ---- | ---- | ---- | ---- |
| Einwohner                  | 911  | 951  | 839  | 859  | 872  | 998  | 1045 | 1133 | 1176 |
| Quellen: Cassini und INSEE |      |      |      |      |      |      |      |      |      |

## Sehenswürdigkeiten
- Kirche Saint-Barthélemy
- Kirche Saint-Vincent in Ronsacq-de-Meilhan

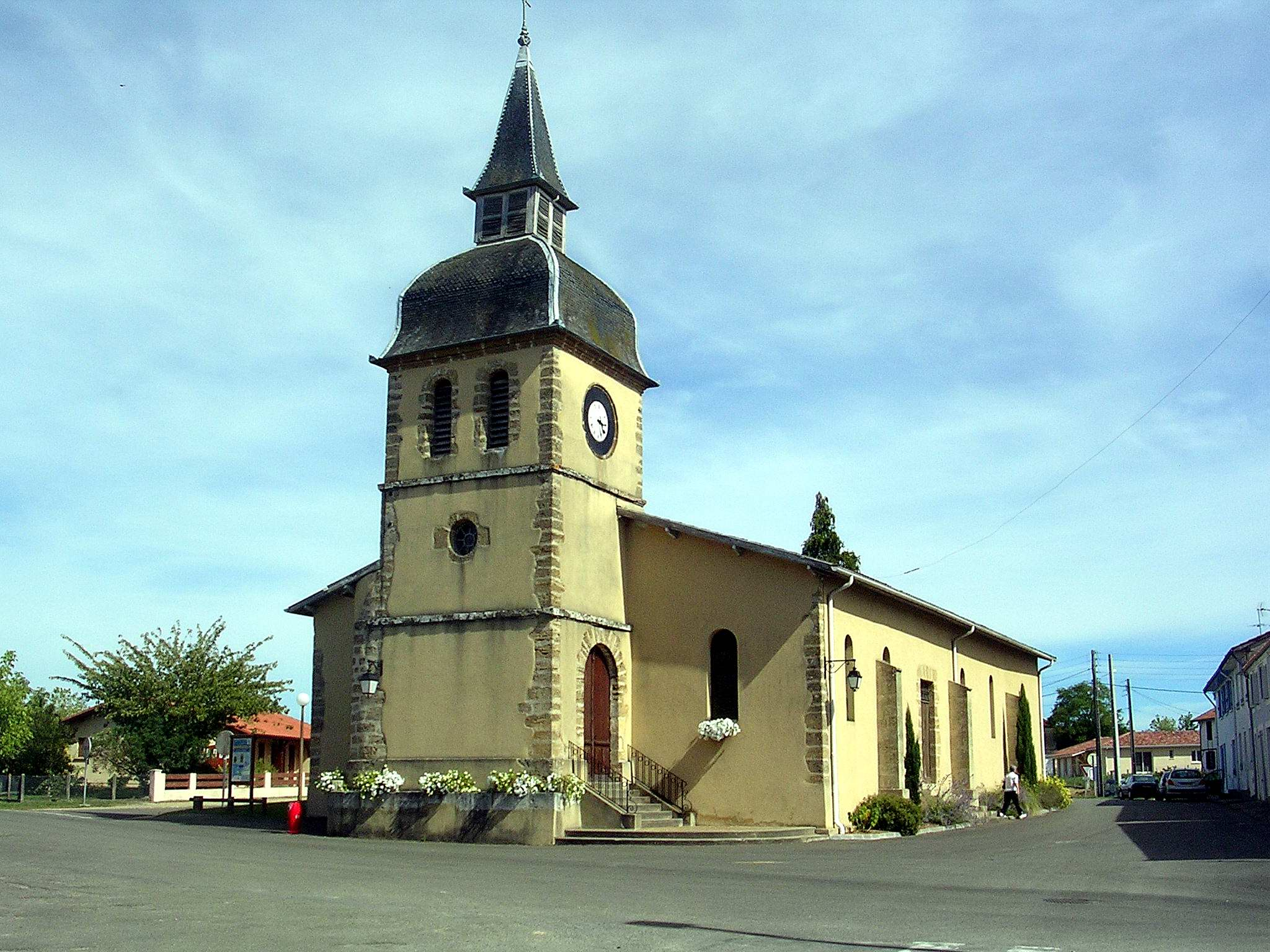
Kirche Saint-Barthélemy
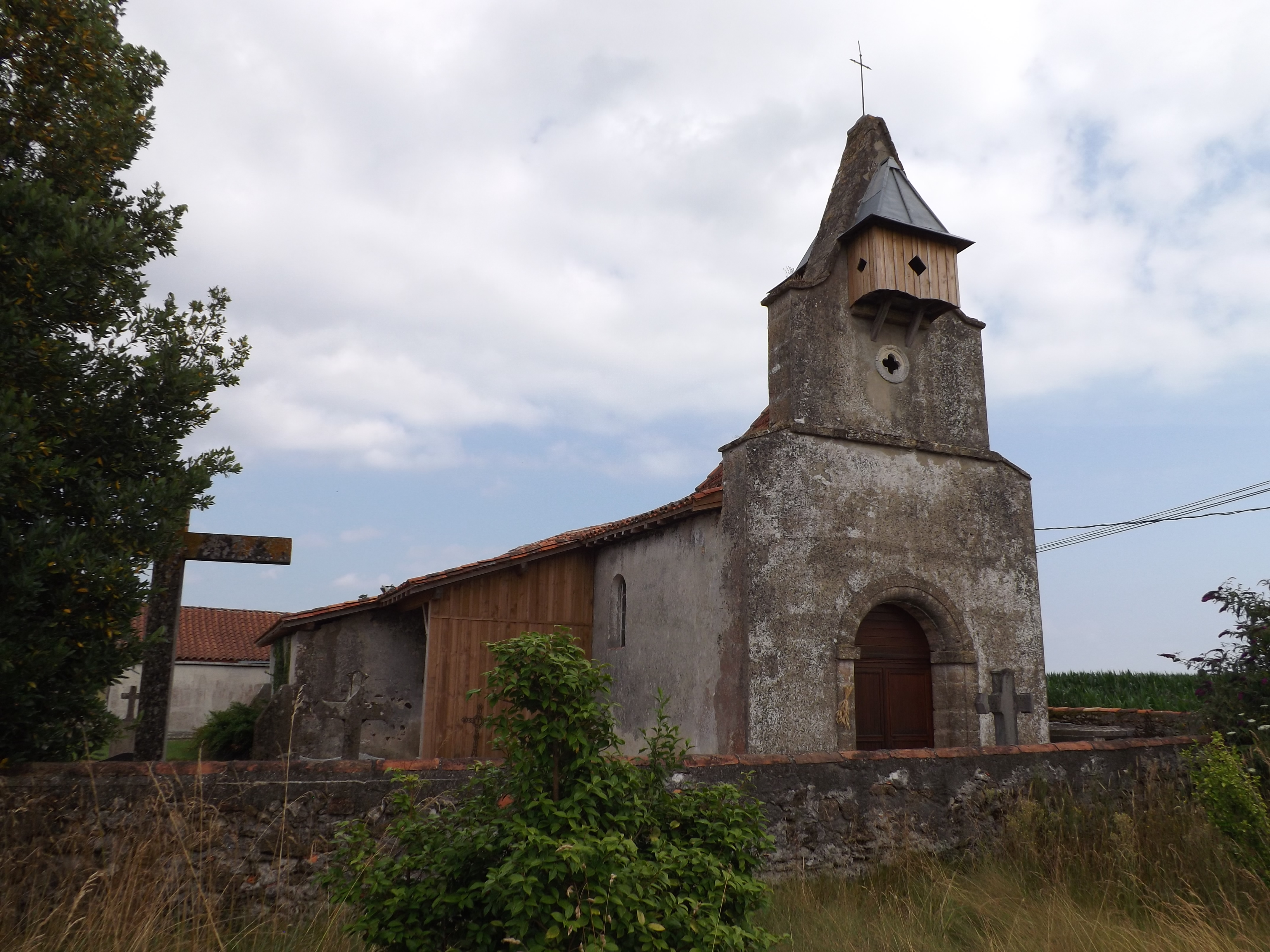
Kirche Saint-Vincent
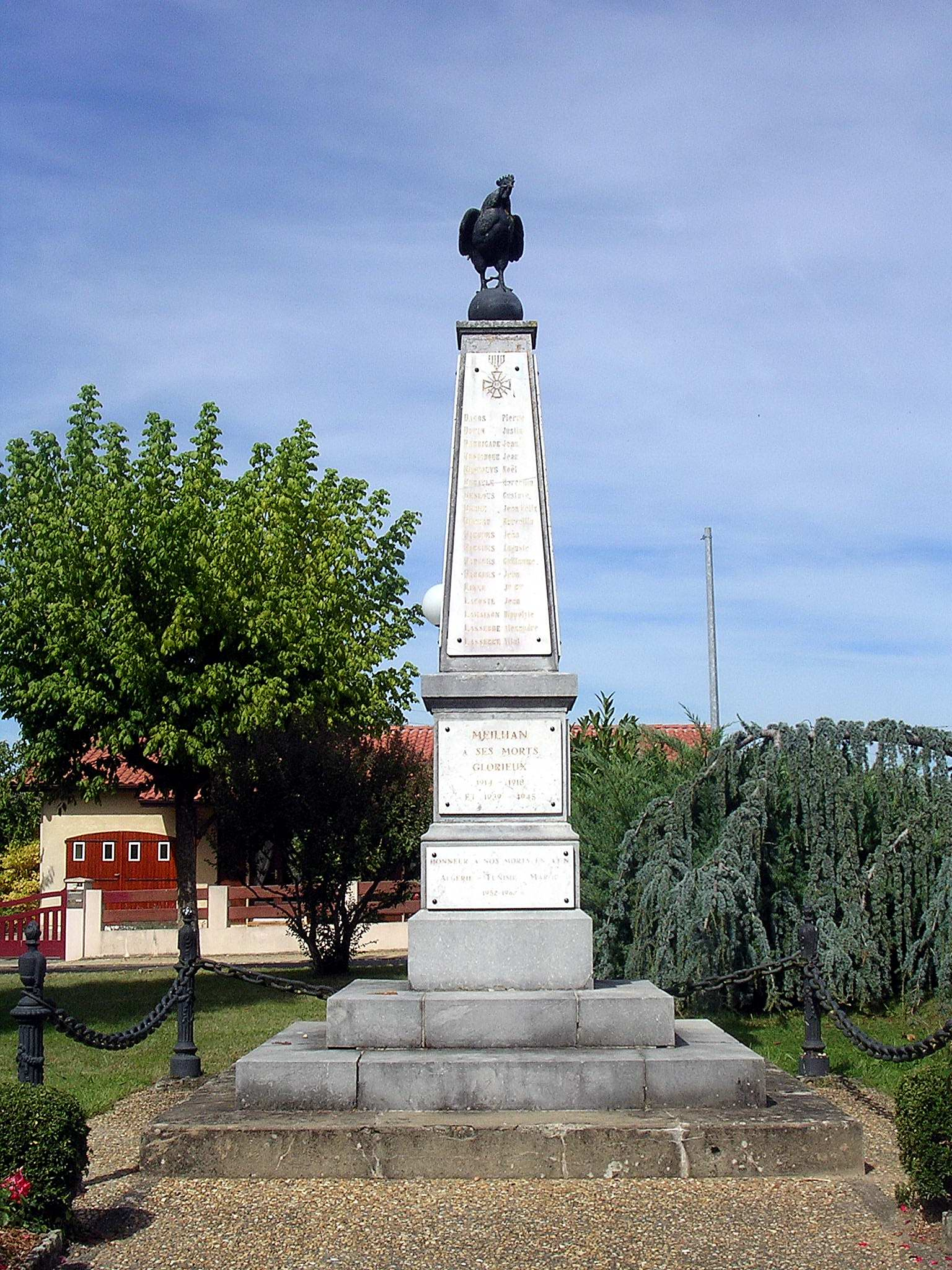
Gefallenendenkmal